# Erinnerung an ein Ballerlebnis
Erinnerung an ein Ballerlebnis ist ein Orchesterwerk von Hans Bund mit der Länge von etwa sieben Minuten, das 1939 uraufgeführt wurde und oft als Beispiel für die musikalische Gattung der Gehobenen Unterhaltungsmusik genannt wird. 
Das Werk mit dem Untertitel „Tänzerische Skizze“ ist ein Charakterstück, wie es bei Instrumentalmusik dieser Art häufig war. Das „Ballerlebnis“ war ein aufregender Begriff und stand für erotische Erinnerungen und Erwartungen. Das Stück gehörte zu den beliebtesten seiner Gattung und wurde bis in die 1960er-Jahre und darüber hinaus überaus häufig von Rundfunkorchestern oder beim Kurkonzert gespielt. Es ist in unzähligen Einspielungen vorhanden. Weder wurde es als Jazzstück von den Nationalsozialisten beanstandet, noch konnten ihm die Umstände seiner Entstehung nach 1945 schaden. 
Der Mittelteil nach einer lebhaften Introduktion ist ein Blues (angegeben als Tempo di Blues) mit einer pathetischen Steigerung, auf den eine Coda mit Motiven aus der Introduktion folgt. Der Blues wurde in moderneren Arrangements wie von Paul Würges als „Lost Melody“ interpretiert.

## Besetzung
Wie in dieser Gattung üblich, konnte man dasselbe Werk mit denselben Orchesterstimmen sowohl mit einem großen Sinfonieorchester oder sinfonischen Blasorchester als auch mit einem kleinen Salonorchester ausführen. Die zweiten und ev. dritten Bläserstimmen konnten fortgelassen werden, ohne dass das Arrangement unvollständig klang. 
Weit verbreitet (durch den Kawi-Verlag Berlin) war ein Stimmensatz mit den Stimmen der 1. Flöte, der 1. Oboe, zwei Klarinetten, zwei Trompeten, 1. Posaune, Schlagzeug, Klavier, Harmonium, Streicher (mit Violine obligat). Die Klavierstimme und die Stimme der 1. Violine sind als Direktionsstimmen eingerichtet, um größere Ensembles von diesen Instrumenten aus dirigieren zu können. Partitur oder Klavierauszug waren daher nicht nötig. Die Harmoniumstimme diente bei kleineren Besetzungen dazu, die fehlenden Bläserstimmen auszugleichen. 
In den Stichnoten finden sich Hinweise auf weitere Instrumente, die zu größeren Besetzungen gehören, wie etwa Saxophone. Eine Ausführung nur mit Streichern oder etwa nur mit zwei Bläsern und Klavier wäre ebenfalls denkbar. In diesem Fall müssten die 1. Violine oder das Klavier mit Stichnoten angegebene zusätzliche Töne spielen.